# Geashill
Geashill is een plaats in het Ierse graafschap Offaly. De plaats telt 344 inwoners.